# 동정을 죽이는 옷

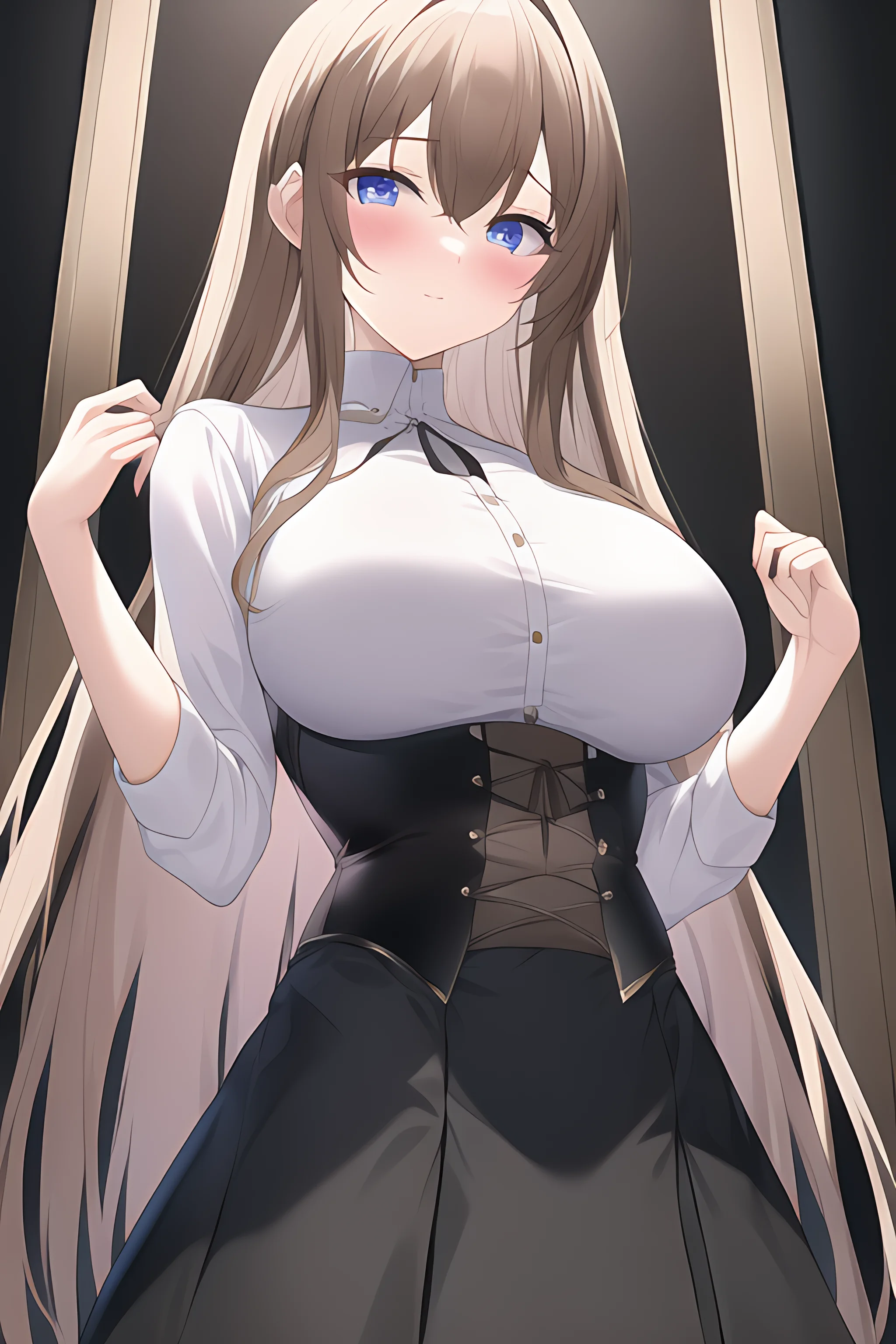
동정을 죽이는 옷의 일러스트 한 예시.

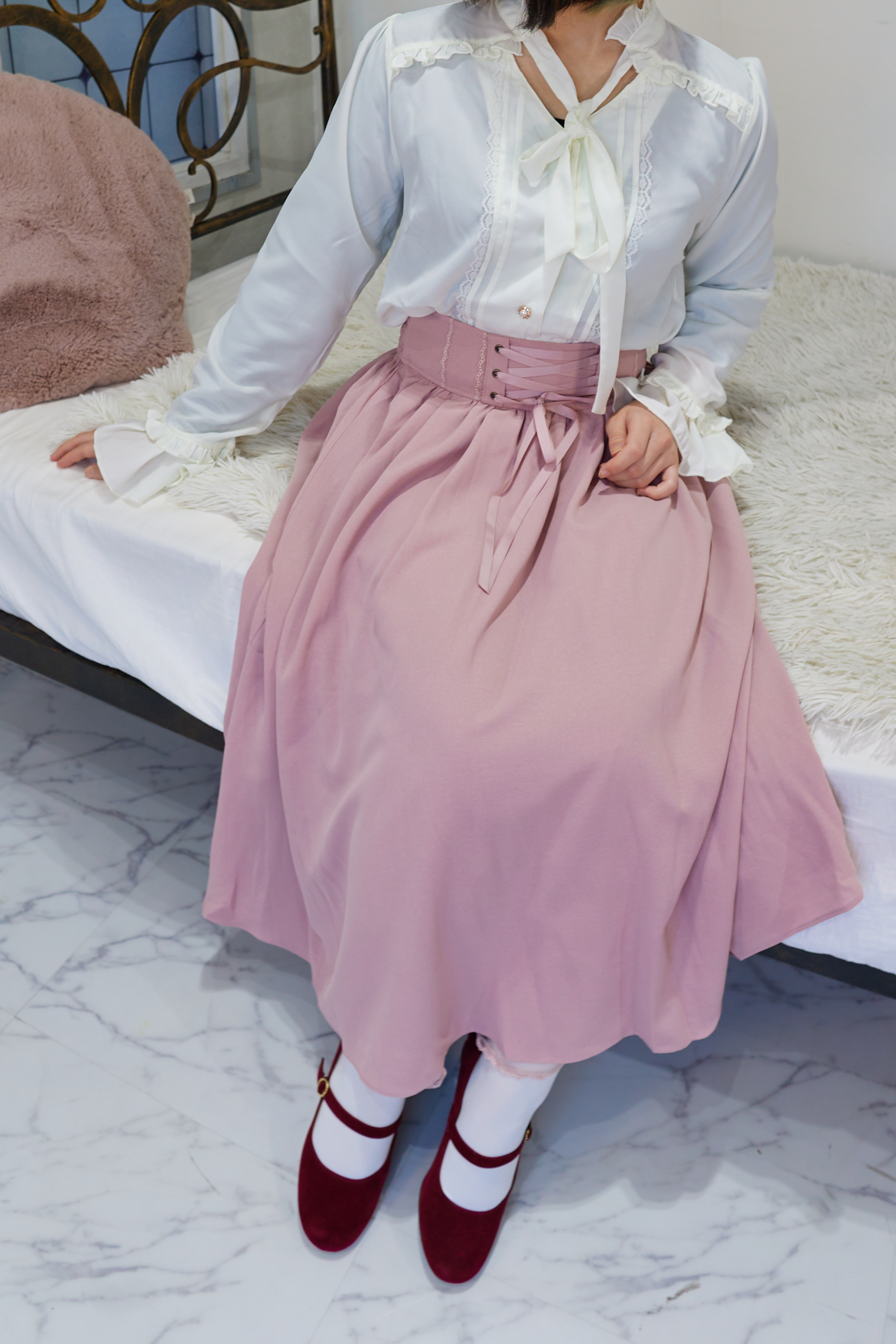
동정을 죽이는 옷의 한 예시로 꼽히는 엑시즈팜 옷을 입은 여성.

동정을 죽이는 옷(일본어: 童貞を殺す服 도테이오코로스후쿠[*])는 일본의 인터넷 밈 중 하나이다. 여성의 특정 복장을 가리키는 말로 그 의미에 대해서는 "청순한 이미지를 느끼게 하는 옷", "벗기기 어려운 옷", "외모가 사랑스러운 옷", "청초함과 에로티시즘을 겸비한 옷", "여성 경험이 적은 남성에게는 너무 자극적인 옷" 등 여러 설이 존재한다. 또한 이와 이어지는 동정을 죽이는 스웨터(일본어: 童貞を殺すセーター)도 같이 서술한다.

## 시초와 의미
"동정을 죽이는 옷"이라는 말은 2015년 7월 초 무렵부터 트위터 상에 화제가 된 말로 알려져 있다. 당시에는 일본의 의류 브랜드인 NO.S PROJECT(노스 프로젝트)의 흰색 블라우스와 하이웨이스트 스커트 조합이 인터넷에서 "동정을 죽이는 옷"의 예시로 꼽혀 '아름답다'라는 여러 반응이 나왔다. 또한 여성의 체형을 강조하는 이미지라 여성의 체형에 대한 꿈을 꾸기 쉬운 동정의 남성이 자극을 받아 "너무 좋다", "이건 죽게 된다"라는 등의 반응도 나왔다.
"동정을 죽이는 옷"이라는 표현이 유저의 마음을 사로잡고 기억하기도 쉽기 때문에 트위터에서는 '매우 좋다'나 "이런 옷이 좋다" 등의 다양한 반응이 나왔다. 일본 트위터 상에서 "#童貞を殺す服"(동정을 죽이는 옷) 해시태그가 유행하기도 했고, 자신이 생각하는 "동정을 죽이는 옷"에 대한 다양한 의견도 나왔으며 고딕 로리타 패션이나 애니메이션 캐릭터 복장의 이미지도 함께 나오면서 리트윗이 1만건 이상 나오기도 했다. 또한 《Fate/stay night》나 《함대 컬렉션》 게임을 기반으로 한 의상도 많이 업로드되었다. 그중에서도 함대 컬렉션의 캐릭터인 '덴'(電)의 일러스트는 니코니코 세이가에 업로드된 후부터 이틀만에 조회수가 68,000회 이상을 돌파했다. 이 당시 "동정을 죽이는 옷"이라는 개념은 프릴이 달린 블라우스와 코르셋 스커트와 같은 복장이나 흰색 블라우스와 볼룩한 스커트 등 청순한 이미지로 여겨졌다.
한편 트위터에서는 "어떻게 벗어야 할 지 모르겠는 옷이라고 생각했다"라는 등 당시부터 이미 유저마다 "동정을 죽이는 옷"이라는 말에 대한 해석이 서로 차이가 났다. 이 때문에 원래 뜻은 "벗기는 방법을 모르는 옷"이었지만 트위터에서 단어가 유행어로 확산되면서 "동정남이 좋아하는 옷"이라는 의미로 바뀌어서 정착되었다는 견해도 있다.
다음 해인 2016년 6월엔 일본의 웹 사이트인 메차코밋쿠에 "동정을 죽이는 옷"이 소개되었을 땐 그 의미가 "청초한 분위기와 여성스러움을 강조하는 복장", "청초와 섹시를 겸비한 옷"이란 뜻으로 정의되었다. 그 예로 귀여움을 남기면서도 가슴과 잘록함을 강조하는 하이웨이스트 코르셋 타입의 스커트, 청초한 블라우스와 프릴이 많은 귀여운 스커트, 청초하고 우아한 인상과 어른스러운 색감을 겸비한 민소매 니트 등이 꼽혔다.
2016년 7월에는 이치진샤의 《동정을 죽이는 옷 그리는 법》이라는 서적인 간행되었다. 이치진샤에서는 "동정을 죽이는 옷"이라는 말이 다양한 이미지를 가지고 퍼지고 있음을 인정한 후, 이 책에서는 동정을 죽이는 옷의 의미를 "언뜻 보기에는 그 구조를 파악하기 어려운 디자인"이며 "청초하면서도 체형을 강조해 매력적으로 보이게 하는 형상"으로 "여성 경험이 적은 남성에게 위협이 되는 복장"으로 정의했다. 이 정의는 "여성 경험이 적은 남성에게는 옷 구조 파악이 어렵고 특정 상황에서 벗기기 어렵기 때문에 수치심을 이기지 못해 죽음을 각오하는 옷"이며 "만일에 상황에선 벗길 줄 모르니 죽어버린다"라는 의미도 있다고 해석했다. 이와 가까운 의견으로 "동정인 화가는 옷 구조를 몰라 그릴 수 없기 때문에 (동정이 들통나) 죽고 만다"라는 해석도 같이 내놓았다.
이치진샤의 서적이 발간된 후 "원래 "동정을 죽이는 옷"이란 무엇을 가리키는 것인가"에 대한 논쟁이 인터넷에서 일어났다. 단순히 "외모가 너무 사랑스러워 전부 죽어버린다는 뜻"이 아니냐는 지적도 나왔다. 구체적인 원래의 옷의 정의는 하이웨이스트 스커트 외에도 프릴이 많은 흰색 블라우스, 부드럽게 부푼 스커트 등 청순한 분위기의 복장이 예시로 나오며, 하이웨이스트 코르셋 형태의 스커트가 원래의 복장이라는 설도 존재한다.

## 동정을 죽이는 스웨터

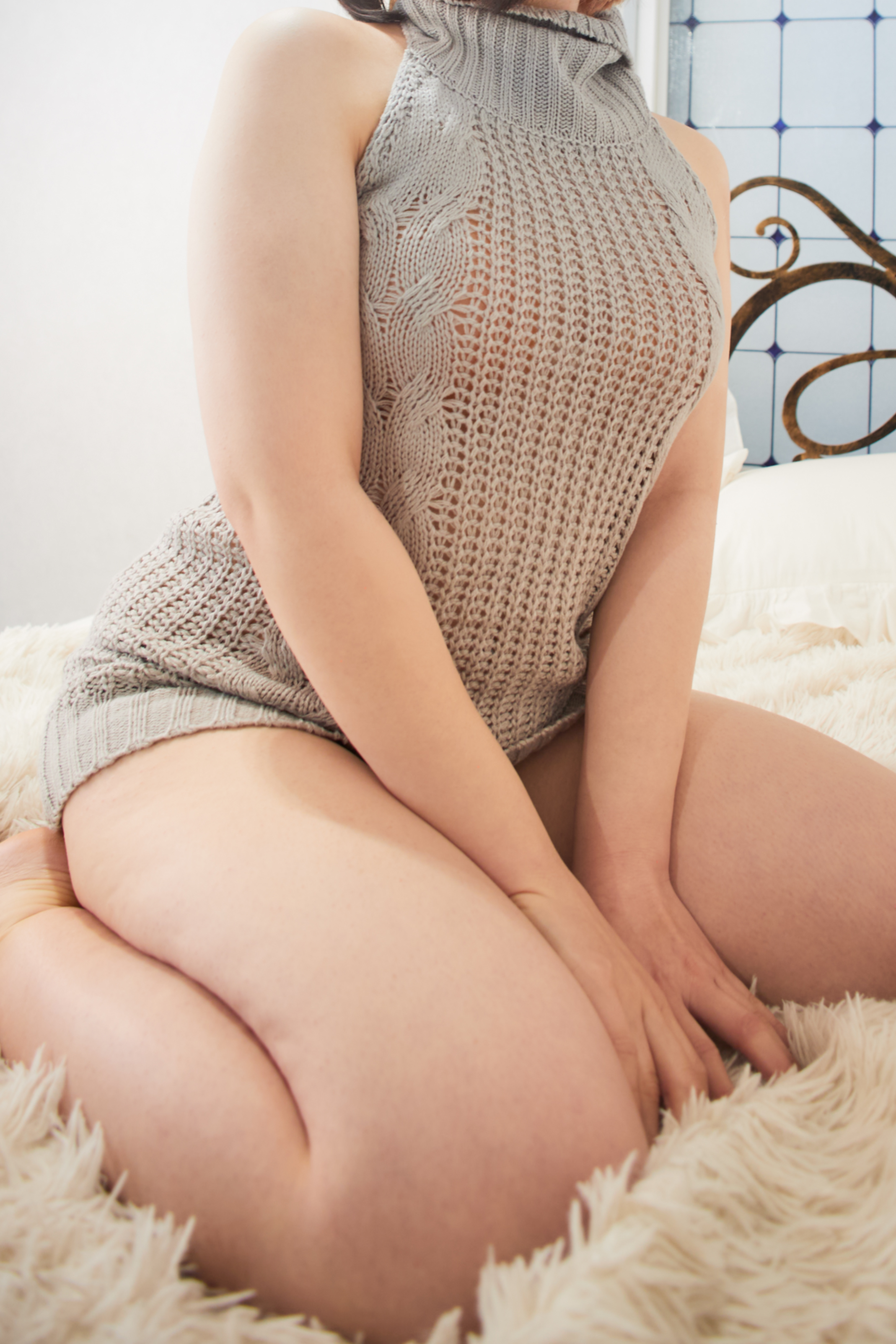
"동정을 죽이는 스웨터"를 착용한 모습.

동정을 죽이는 스웨터(일본어: 童貞を殺すセーター)는 가슴 옆부분과 어깨에서 허리까지 걸친 부분이 노출된 홀터넥 스웨터를 말한다. "연애에 익숙하지 않은 남성들은 한방에 사로잡혀 버린다"라든지 "여성 경험이 없는 남성들에게는 자극이 너무 강하다"라며 "동정을 죽인다"라고 비유된다. 노출도가 높아 인터넷에서 비슷한 의상이 전부 "동정을 죽이는 스웨터"라고 불리며, "동정을 죽이는 니트"라고도 불린다.
"동정을 죽이는 스웨터"라는 말이 처음 나온 시기는 2016년 여름부터 트위터에 관련 내용이 늘어나기 시작했다는 설과 2017년의 한 트윗이 기원이라는 설 두가지가 있다. 일본의 텔런트인 오시마 카오루는 "동정을 죽이는 스웨터"라는 말이 크게 확산된 계기가 코스플레이어인 '노라네코'(のらねこ)의 사진에서 시작되었다고 말했다. 길고양이 차림으로 벌거벗은 채 이 스웨터만을 입은 채 촬영한 사진을 "스케베 니트"(スケベニット)라는 사진으로 업로드했더니 큰 반향이 일어나 "예의 니트"(例のニット)라는 말로 퍼져나갔다고 밝혔다. 2017년 1월에는 중국의 온라인 쇼핑몰인 타오바오에서 판매되던 같은 스웨터가 "여성에게 내성이 없는 동정에게는 자극이 너무 강한 "동정을 죽이는 옷" 스웨터판"이라는 이름으로 일본 트위터에 업로드되어 일본 인터넷에서 유행하였고 "동정을 죽이는 스웨터"라는 호칭이 정착되었다. 이후에도 SNS 상에서 자신이 좋아하는 캐릭터와 스웨터를 조합한 일러스트를 업로드하거나 그라비아 아이돌이 이 스웨터를 입는 사진을 업로드하는 등 여러 곳에서 화제가 되었다. 또한 부녀자 계열에서도 반향이 있어 이 스웨터를 입은 남성 캐릭터 일러스트도 여럿 업로드되었다.
"동정을 죽이는 스웨터"를 "예의 스웨터"(例のセーター) 혹은 "예의 니트"라고 부르는 경우도 있는데, 이는 '죽인다'나 '동정'과 같은 자극적인 단어를 피하기 위해 돌려 부르는 호칭이라 분석하는 사람들도 있다.

## 참고 문헌
- 大島薫 (2018년 6월 21일). 《男性ですが『例のニット』を着てみました カリスマ「男の娘」が教える最強の恋愛指南》. KADOKAWA. ISBN 978-4-04-602382-7.
- 書きちらし (2021년 5월 10일). 《今日の書き散らし》. 主婦の友社. ISBN 978-4-07-447511-7.
- 《童貞を殺す服の描き方》. ニッチな描き方シリーズ. 一迅社. 2016년 8월 5일. ISBN 978-4-7580-1516-5.